# Halimeda
Halimeda is een geslacht van tangvormende groene algen met een parelachtige thallus gemaakt van verkalkte, schijfvormige segmenten. Het komt voornamelijk voor in warme zeeën. Daar dragen de kalksteenafzettingen van Halimeda aanzienlijk bij aan de vorming van het rif. Halimeda werd in 1812 door Jean Vincent Félix Lamouroux beschreven met het type Halimeda tuna. Volgens Algaebase omvat het geslacht ongeveer 43 soorten: Het is een van de best onderzochte voorbeelden van crypto-soorten.
Het algenlichaam (thallus) is samengesteld uit verkalkte groene segmenten. Calciumcarbonaat wordt in de weefsels afgezet, waardoor het voor de meeste herbivoren oneetbaar is. De soort Halimeda tuna werd echter beschreven als aangenaam om te eten met olie, azijn en zout. Net als bij andere leden van de orde Bryopsidales, bestaan individuele organismen uit enkele meerkernige cellen. Hele weiden kunnen bestaan uit een enkele individuele alg, verbonden door fijne draden die door het substraat lopen.
Halimeda is verantwoordelijk voor kenmerkende cirkelvormige afzettingen in verschillende delen van het Great Barrier Reef aan de noordoostkust van Queensland, Australië. Halimeda-bedden vormen zich in de westelijke of lijzijde van buitenste schildriffen, waar de stroming van voedselrijk water uit de open zee hen in staat stelt te gedijen en zijn de meest uitgebreide, actief accumulerende Halimeda-bedden ter wereld. Sommige soorten groeien zo krachtig in tropische lagunes dat het sediment uitsluitend bestaat uit de overblijfselen van hun weefsels en vormt een kalkhoudend Halimeda-zand. In feite bestaan sommige tropische rifsystemen, zoals atollen, grotendeels uit Halimeda-zand dat zich in de loop van de eonen heeft opgehoopt.

Het geslacht is een van de best bestudeerde voorbeelden van cryptische soortenparen vanwege morfologische convergentie binnen de mariene macroalgen. 

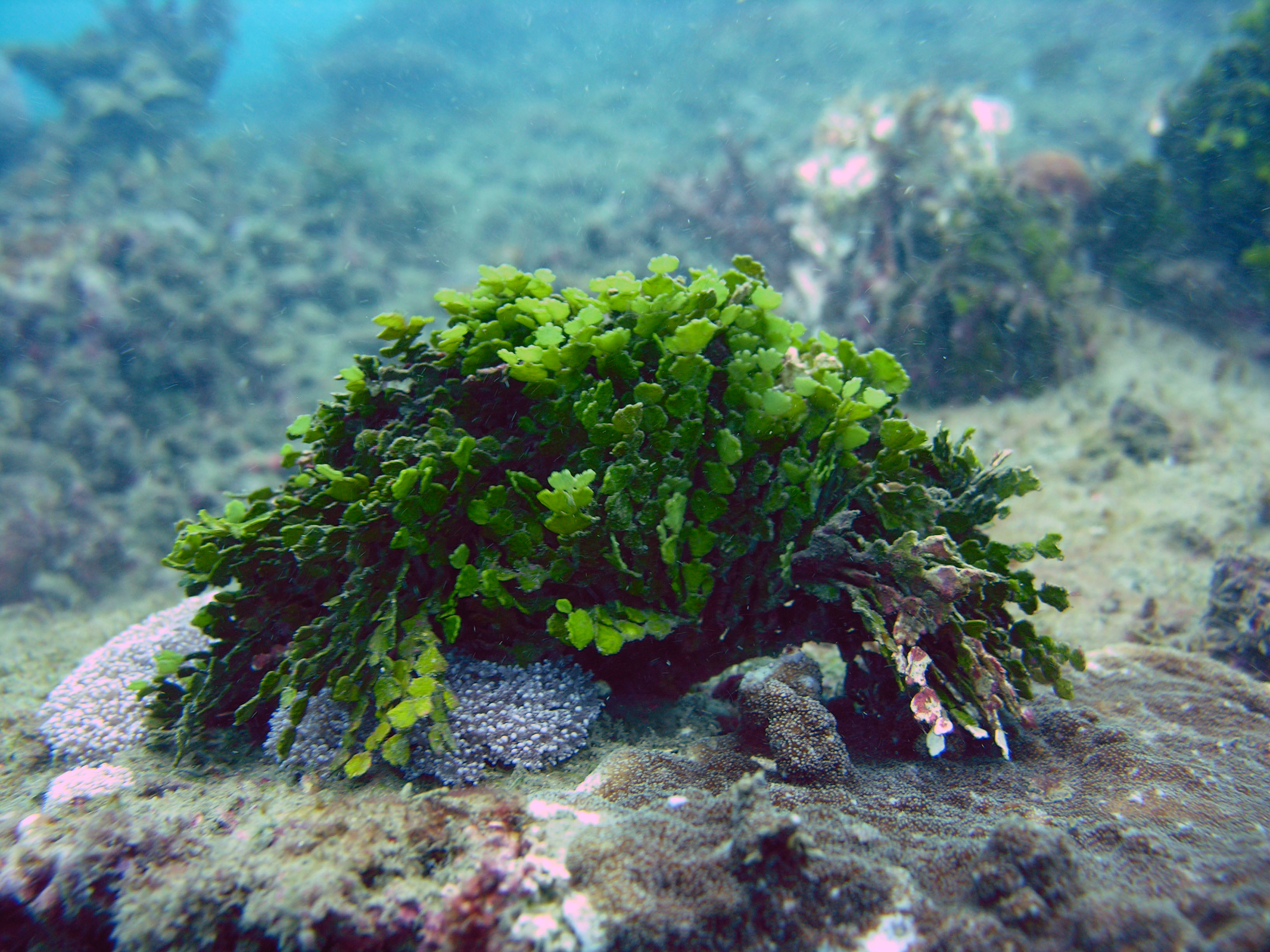

## Beschrijving
Het thallus bestaat uit verkalkte, platte, schijfvormige segmenten, die als een parelsnoer afwisselen met ongekalkte gewrichten (knopen). Het is aan de grond bevestigd met een wortelachtig netwerk of een knol. De groeivorm is rechtopstaand, hangend of uitgespreid, de grootte reikt van enkele centimeters tot meer dan een meter, afhankelijk van de soort. De vorm van de segmenten is soortspecifiek, ze kunnen bijvoorbeeld afgerond, niervormig, driehoekig, cilindrisch, eenvoudig of gelobd zijn. De kalk wordt afgezet in de vorm van aragonietnaalden. Zoals alle Bryopsidales is Halimeda sifonaal georganiseerd: het thallus bestaat uit filamenten zonder dwarswanden, d.w.z. een enkele meerkernige cel. De levenscyclus is die van een monofasisch haplont, er is slechts één vegetatieve fase met haploïde kernen. De seksuele voortplanting vindt holocarp plaats, dus het hele thallus wordt getransformeerd in het vruchtlichaam. Na de vorming van de gameten met twee vlaggen sterft het thallus. Halimeda kan zich ook aseksueel voortplanten door fragmentatie.

## Voorkomen
Halimeda komt voornamelijk voor in tropische zeeën, waaronder het Thais-Maleisische schiereiland en de Florida Keys. Sommige soorten (bijv. H. copiosa, H. discoidea, H. gracilis, H. opuntia, H. simulans en H. tuna) komen ook subtropisch voor, de soort Halimeda tuna komt ook voor in de Middellandse Zee. De algen groeien stevig (benthisch) vanuit het ondiepe getijverschil tot een waterdiepte van 150 m.

## Taxonomie en nomenclatuur
Het geslacht Halimeda J.V. Lamouroux behoort tot de orde Bryopsidales onder de familie Halimedaceae. Het heeft vijf monofyletische secties - Halimeda JV Lamouroux, Micronesicae Hillis-Col, Opuntia J. Agardh ex De Toni, Pseudo-opuntia J. Agardh ex De Toni en Rhipsalis J. Agardh ex De Toni - die gebaseerd waren op de verschillen in de fusies van medullaire sifons. Halimeda tuna dient als holotype voor het geslacht. Er zijn vanaf 2015 71 soorten en 67 infraspecifieke namen vermeld op Algaebase.

## Morfologie
De thalli van Halimeda zijn duidelijk gesegmenteerd en verkalkt. Calciumcarbonaat wordt afgezet als aragoniet en de verkalking begint al na 36 uur. Hun segmenten zijn samengesteld uit 60-80% aragoniet  en worden gescheiden door knopen die niet verkalkt zijn. De thalli zijn samengesteld uit sifons, die vertakt zijn in medullaire filamenten omgeven door een cortex. De medullaire filamenten vertakken zich trichotomisch om perifere utricles te vormen, die aan elkaar kleven om de intersiphonale ruimten van elk segment te omsluiten. In deze ruimtes wordt aragoniet neergeslagen.
Halimeda heeft drie soorten fixaties die dienen als bevestigingspunten aan de ondergrond. Het type 'sprawler' heeft een paar losse filamenten die aan de uiteinden of tussen de segmenten groeien. Bij het type 'rotsgroeier' bestaat het gematteerde houvast uit vertakte filamenten die het thallus aan een rotsoppervlak bevestigen. Het laatste type is de 'zandgroeier', waarbij de filamenten fijne zanddeeltjes vasthouden en een wortelachtige structuur vormen. Halimeda is co-enocytisch en siphoneus, wat betekent dat de cellen niet worden gescheiden door dwarswanden, maar in plaats daarvan een continu filament van cellen is. Dit onderscheidt het geslacht van Acetabularia, een ander geslacht van verkalkt groen zeewier.

## Ecologie
Soorten van Halimeda met 'zandgroeiers' die op zandige of modderige substraten worden gekweekt, komen veel voor in lagunes en achterriffen. Degenen met het 'sprawler'-type zijn er in overvloed in voorriffen en op koraaltoppen.
Omdat het een kalkhoudende alg is, werd bekend dat Halimeda een goed potentieel heeft als opslag van koolstof en een belangrijke rol kan spelen bij het reguleren van de koolstofvoorraad van de oceaan. Van sommige soorten, zoals H. opuntia, werd bekend dat ze tot 54,37 g CaCO3 m-1 jr-1 produceren. Het geslacht draagt ook bij aan het bouwen van riffen, omdat het een grote producent is van koolstofsedimenten op riffen en een breed scala aan sedimentgroottes genereert, van grove deeltjes tot slib en klei.
Hoewel grotendeels werd aangenomen dat de overvloed op riffen te wijten is aan het feit dat het onaantrekkelijk is voor herbivoren, hebben recentere studies aangetoond dat Halimeda in feite onderhevig is aan begrazing door sommige herbivoren zoals Scarus rivulatus, Hipposcarus longiceps en Chlorurus microrhinos. Bedekking van hard koraal kan zelfs een sleutelrol spelen bij het in stand houden van de biomassa van Halimeda op riffen, aangezien uit een onderzoek bleek dat thalli die onder het bladerdak van Acropora-kolonies groeiden groter waren dan die in open gebieden die werden blootgesteld aan herbivoren

## Levensgeschiedenis
Halimeda reproduceert zowel seksueel als ongeslachtelijk. Seksuele voortplanting wordt zelden waargenomen omdat het in 36 uur is voltooid. Het proces begint met de vorming van gametangia aan de randen van de segmenten van de thalli. De volgende dag zijn de cellen van het thallus volledig omgezet in gametangia. Deze zullen 's nachts rijpen en gameten vrijgeven in de ochtend van de volgende dag. Hierna sterft het thallus in een proces dat bekend staat als holocarpie. Van sommige soorten Halimeda is gevonden dat ze synchroon reproduceren in massale afzettingen die vergelijkbaar zijn met die van koralen, zij het gedurende meerdere maanden, waarbij kleine delen van de populatie elke dag afzetten. Daarom is het waarschijnlijk dat de levensduur van het geslacht beperkt is tot enkele maanden tot een jaar.
Informatie over de fasen van de levenscyclus van Halimeda is beperkt. Er wordt gedacht dat er een haploïde gametofytfase is, die kan worden gevolgd door een sporofytfase, omdat het nog niet bekend is wanneer meiose plaatsvindt.
Aseksuele reproductie vindt plaats via vegetatief klonen door fragmentatie en verspreiding.

## Gebruik
Van methanol en dimethylformamide-extracten van Halimeda opuntia is waargenomen dat ze antibacteriële eigenschappen hebben tegen sommige soorten micro-organismen, waaronder Saccharomyces cerevisiae, Escherichia coli, Bacillus subtilis en het meest significant, Staphylococcus aureus. Van methanolische extracten van Halimeda macroloba is onlangs gevonden dat ze cytotoxiciteit vertonen voor MCF-7- en HT29-cellen, die respectievelijk zijn afgeleid van menselijke borstkankercellijnen en darmkankerlijnen. Deze resultaten suggereren daarom het potentieel van het geslacht voor teelt als voedselbron. Een experiment op ratten toonde aan dat vrije fenolzuren van Halimeda monile antioxiderende eigenschappen hebben die kunnen helpen bij de bescherming tegen leverproblemen. Halimeda tuna lijkt te worden gebruikt als voer in de Filipijnen.

## Soorten
- Halimeda bikinensis
- Halimeda borneensis
- Halimeda coreidesmis
- Halimeda copiosa
- Halimeda cryptica
- Halimeda cuneata
- Halimeda cylindracea
- Halimeda discoidea
- Halimeda distorta
- Halimeda favulosa
- Halimeda floridiana
- Halimeda fragilis
- Halimeda gigas
- Halimeda goreauii
- Halimeda gracilis
- Halimeda heteromorpha
- Halimeda howensis
- Halimeda hummii
- Halimeda incrassata
- Halimeda kanaloana
- Halimeda lacrimosa
- Halimeda lacunalis
- Halimeda macroloba
- Halimeda macrophysa
- Halimeda magnidisca
- Halimeda melanesica
- Halimeda micronesica
- Halimeda minima
- Halimeda monile
- Halimeda opuntia
- Halimeda peltata
- Halimeda pumila
- Halimeda pygmaea
- Halimeda rectangularis
- Halimeda renschii
- Halimeda scabra
- Halimeda sertolara
- Halimeda simulans
- Halimeda stuposa
- Halimeda taenicola
- Halimeda tuna
- Halimeda velasquezii
- Halimeda xishaensis